# Deipensiefen
Der Deipensiefen ist ein fast 1⁄2 Kilometer langer, südsüdöstlicher und linker Nebenfluss der Wupper, die hier im Oberlauf Wipper genannt wird, bei der Marienheider Ortschaft Börlinghausen im nordrhein-westfälischen Oberbergischer Kreis. 

## Geographie

### Verlauf
Der Bach entspringt auf 422 m Höhe im östlichen Teil des Forst Gervershagen in mehreren Quellen, die zum Teil als Milbiquelle bezeichnet werden und fließt in Richtung Nordnordwest durch das 7 ha große Naturschutzgebiet Quellbach- und Laubwaldbereich Deipensiefen (Kennung: GM-080, CDDA-Code: 344745). Die Unterschutzstellung erfolgte unter anderem zur Sicherung und Entwicklung des naturnahen Quellbachbereiches eines typischen Mittelgebirgsbachs mit bachbegleitenden und angrenzenden Laubholzbeständen. Der Quellbereich besteht aus Grundquellen, Tümpelquellen, Sickerquellen und Sumpfquellen.
Der Bach nimmt linkerhand drei namenlose kleinere Zuläufe auf und unterquert die Bahnstrecke Hagen–Dieringhausen sowie die Straße Zur Wupperquelle bei zwei als Naturdenkmal geschützten Bäumen. Wenige Meter weiter mündet er auf 386 m in der Wipper.

### Einzugsgebiet
Das Einzugsgebiet des Deipensiefen wird über Wupper und Rhein zur Nordsee entwässert.
Es grenzt
- im Osten an das des Aggerzuflusses Genkel
- im Südosten an das des Fleiensiefen, einem Zufluss der Genkel
- und im Westen konkurriert der Wolfsgruber Bach, ein Zufluss der Wipper.

Es ist im westlichen und mittleren Bereich zum größten Teil bewaldet, während im östlichen Teil Grünland vorherrscht. Das Mündungsgebiet wird durch Felder und Wiesen geprägt.
Die höchste Erhebung ist die Höh  mit 444,5 m.